# Eois obada
Eois obada là một loài bướm đêm trong họ Geometridae.